# Robert Crozier

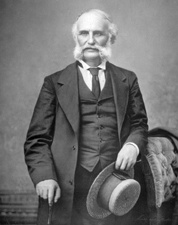
Robert Crozier

Robert Crozier (* 13. Oktober 1827 in Cadiz, Ohio; † 2. Oktober 1895 in Leavenworth, Kansas) war ein US-amerikanischer Jurist und Politiker (Republikanische Partei), der den Bundesstaat Kansas im US-Senat vertrat.
Crozier besuchte als Junge die öffentlichen Schulen und eine Privatschule. Danach studierte er in Carrollton die Rechtswissenschaften und wurde 1848 in die Anwaltskammer aufgenommen. Von 1848 bis 1850 fungierte er als Staatsanwalt im Carroll County. Im März 1857 zog er dann nach Leavenworth im Kansas-Territorium, wo er die Leavenworth Daily Times begründete, die noch heute als älteste täglich erscheinende Tageszeitung in Kansas besteht. Außerdem betrieb er eine private Anwaltskanzlei.
Von 1857 bis 1858 gehörte Crozier dem Territorialrat von Kansas an. US-Präsident Abraham Lincoln ernannte ihn dann 1861 zum Bundesstaatsanwalt für den Kansas-Distrikt, was er bis zu seinem Rücktritt 1864 blieb. In der Folge saß er als Oberster Richter am Kansas Supreme Court, ehe er 1867 Kassierer und Geschäftsführer der First National Bank of Leavenworth wurde.
Nach dem Rücktritt von US-Senator Alexander Caldwell im März 1873 wurde Robert Crozier zu dessen Nachfolger ernannt. Er nahm sein Mandat im Kongress vom 24. November 1873 bis zum 12. Februar 1874 wahr; bei der Nachwahl trat er nicht an. Nach der Ablösung durch den dort siegreichen James M. Harvey ging Crozier wieder seiner juristischen Tätigkeit in Leavenworth nach. Er übte von 1876 bis 1892 das Amt des Richters für den ersten Gerichtsdistrikt von Kansas aus und war überdies Mitglied im Leitungsgremium (Board of Directors) der Kansas Historical Society zwischen 1886 und 1889.